# Penicillium lapidosum
Penicillium lapidosum è una specie anamorfa del genere Penicillium che produce patulina.

## Ulteriori letture
- Z Kozakiewicz, IMI descriptions of fungi and bacteria no. 1105. Penicillium glabrum, in Mycopathologia, vol. 117, n. 3, 1992,  pp. 173-4, DOI:10.1007/BF00442779, PMID 1640981.